# 中山泰則
中山 泰則（なかやま やすのり、1958年11月5日 -）は、日本の外交官。経済産業省大臣官房審議官、トロント総領事、日本国際問題研究所所長代行等を経て、駐ギリシャ特命全権大使。

## 人物・経歴
神奈川県出身。
1982年 東京大学法学部卒業、外務省入省。
1996年7月 在インドネシア日本国大使館 一等書記官
1999年1月 在インドネシア日本国大使館 参事官
2002年 外務省経済局総務参事官室首席事務官、総合外交政策局総務課主任企画官兼内閣官房内閣参事官（内閣情報調査室）
2002年7月 経済産業省貿易経済協力局貿易管理部貿易審査課長
2004年1月 外務省領事局外国人課長
2006年6月 在フィリピン日本国大使館 参事官
2008年1月 在フィリピン日本国大使館 公使
2009年5月 軍縮会議日本政府代表部公使
2012年9月 経済産業省大臣官房審議官（通商戦略担当）
2014年8月 トロント総領事トロント日本商工会名誉会長
2017年10月 輸出入・港湾関連情報処理センター株式会社執行役員。
2018年9月 公益財団法人日本国際問題研究所所長代行。2019年公益財団法人日本国際問題研究所軍縮・科学技術センター所長代行。
2020年10月 駐ギリシャ特命全権大使。
在ギリシャ大使在任中にギリシャ初の日本庭園となるアテネ日本庭園の開園を実現し、同庭園で行われた起工式や夏祭りイベントに大使として出席した。
2024年10月 依願退職

## 同期
- 秋葉剛男（21年国家安全保障局長・18年外務事務次官）
- 伊藤伸彰（16年ウズベキスタン大使）
- 岡浩（21年エジプト大使・19年マレーシア大使・16-17年トルコ大使）
- 斎木尚子（17年外務省研修所長・15年国際法局長）
- 嶋崎郁（20年ヨルダン大使・17年チェコ大使）
- 能化正樹（21年駐スウェーデン大使・18年駐エジプト大使）
- 髙岡望（21年カメルーン大使）
- 髙瀨寧（21年ラトビア大使・17年メキシコ大使・14年中南米局長）
- 林肇（20年英国大使・19年内閣官房副長官補・17年ベルギー大使）
- 引原毅（19年ウィーン代表部大使・15年ラオス大使）
- 藤村和広（22年フィンランド大使・18年キューバ大使）
- 星山隆（22年ボツワナ大使）
- 柳秀直（20年ドイツ大使・17年ヨルダン大使）
- 新井辰夫（18年セネガル大使・15年ジブチ大使）
- 岩藤俊幸（17年ジンバブエ大使）
- 倉光秀彰（21年モロッコ大使・18年コートジボワール大使）
- 平木塲弘人（18年外務省研修所副所長）
- 山田淳（2021年カザフスタン大使・2018年アルメニア大使）
- 山本条太（21年オマーン大使・19年関西担当大使・16年フィンランド大使）
- 松田邦紀（2021年ウクライナ大使・2018年パキスタン大使）